# Día Mundial del Correo
El Día Mundial del Corrreo es una jornada que se celebra el 9 de octubre, fue proclamado por la Unión Postal Universal (UPU) en 1969.

## Proclamación
El Día Mundial del Correo fue proclamado por el Congreso de la Unión Postal Universal (UPU) en Tokio, Japón, en 1969. Esta proclamación busca concienciar sobre el papel crucial del sector postal en la vida cotidiana y su contribución al desarrollo social y económico de los países. El establecimiento de este día pretende resaltar la importancia de los servicios postales en el fomento de comunidades cohesionadas, inclusivas y conectadas, y su rol en facilitar el desarrollo mediante una infraestructura sólida.

## Celebración
Este día se celebra cada año el 9 de octubre, coincidiendo con el aniversario del establecimiento de la UPU en 1874 en Berna, Suiza. Durante esta jornada, más de 150 países participan en diversas actividades y eventos que incluyen la presentación de nuevos productos y servicios postales, exposiciones filatélicas, emisión de nuevos sellos, y jornadas de puertas abiertas en oficinas postales y museos. Además, se organizan conferencias, seminarios, talleres y actividades culturales, deportivas y recreativas. En muchos países, se aprovecha para recompensar a los empleados por su buen servicio.  El Concurso Internacional de Redacción de Cartas para jóvenes de la UPU, que se celebra desde 1971, también tiene lugar en esta fecha, animando a niños de 9 a 15 años a participar en la escritura de cartas sobre temas específicos.

## Temas
- 2006: The Post – Reaching everyone everywhere: Earning customers’ trust with total quality worldwide,[7] ('El Correo – Alcanzando a todos en todas partes: Ganando la confianza de los clientes con calidad total a nivel mundial')
- 2008: Posts performing well; parcel volumes continue to grow, while letters remain stable,[8] ('Los correos funcionan bien; los volúmenes de paquetes continúan creciendo, mientras que las cartas permanecen estables')
- 2009: Going green helps planet and makes good business sense as economy slows down, says UPU head,[9] ('Volverse ecológico ayuda al planeta y tiene sentido comercial a medida que la economía se desacelera, dice el jefe de la UPU')
- 2012: UPU insta a servicios postales a usar nuevas tecnologías[10]
- 2013: Destacan papel que presta este servicio[11]
- 2014: Los correos se posicionan en el paisaje en evolución de la comunicación[12]
- 2015: Posts claim their place in the changing communication landscape,[13] ('Los correos reclaman su lugar en el paisaje cambiante de la comunicación')
- 2017-2018: Innovation, Integration and Inclusion,[14][15] ('Innovación, Integración e Inclusión')
- 2019: Llevando el desarrollo[16]
- 2020: We Have Always Delivered,[17]  ('Siempre hemos entregado')
- 2021: Innovate to recover,[18] ('Innovar para recuperar')
- 2022: El Correo para el planeta[19]
- 2023: Juntos en confianza: Colaborar para un futuro seguro y conectado[20]

## Concurso de cartas
- 2011: Imagine you are a tree. Explain why it is important to protect the forest,[21] ('Imagina que eres un árbol. Explica por qué es importante proteger el bosque')
- 2012: Write a letter to an athlete or a sports personality they admire to tell them what the Olympic Games mean to them,[22] ('Escribe una carta a un atleta o una personalidad deportiva que admiren para decirles lo que los Juegos Olímpicos significan para ellos')
- 2013: Explain why water is a precious resource,[23]  ('Explica por qué el agua es un recurso precioso')
- 2014: Write a letter describing how music can touch lives2014,[24] ('Escribe una carta describiendo cómo la música puede tocar las vidas')
- 2015: Tell us about the world you want to grow up in,[25] ('Cuéntanos sobre el mundo en el que quieres crecer')
- 2016: Write a letter to your 45-year-old self,[26] ('Escribe una carta a tu yo de 45 años')
- 2017: Imagine you are an advisor to the new UN Secretary-General; which world issue would you help him tackle first and how would you advise him to solve it?,[27] ('Imagina que eres un asesor del nuevo Secretario General de la ONU; ¿qué problema mundial ayudarías a abordar primero y cómo le aconsejarías que lo resolviera?')
- 2018: Imagine you are a letter travelling through time. What message do you wish to convey to your readers?,[28] ('Imagina que eres una carta viajando a través del tiempo. ¿Qué mensaje deseas transmitir a tus lectores?'),
- 2020: Write a message to an adult about the world we live in,[29] ('Escribe un mensaje a un adulto sobre el mundo en el que vivimos')
- 2021: Write a letter to a member of your family about your experience of Covid-19,[30] ('Escribe una carta a un miembro de tu familia sobre tu experiencia con el Covid-19')
- 2022: Write a letter to someone influential explaining why and how they should take action on the climate crisis,[31] ('Escribe una carta a alguien influyente explicando por qué y cómo deberían actuar sobre la crisis climática')
- 2023: Imagine you are a super hero and your mission is to make all roads around the world safer for children. Write a letter to someone explaining which super powers you would need to achieve your mission,[32] ('Imagina que eres un superhéroe y tu misión es hacer todas las carreteras del mundo más seguras para los niños. Escribe una carta a alguien explicando qué superpoderes necesitarías para cumplir tu misión')

- 2024: Write a letter to future generations about the world you hope they inherit,[33] ('Escribe una carta a las futuras generaciones sobre el mundo que esperas que hereden')